# Polygamia frustranea
Em botânica, segundo o sistema de Linné, Polygamia frustranea é uma das cinco ordens de plantas pertencentes à classe Syngenesia.
As plantas desta ordem se caracterizam-se por apresentarem inflorescência arranjadas em capítulos, com as flores centrais hermafroditas e as marginais neutras. Nas flores hermafroditas os estames estão soldados pelas anteras.
Gêneros: Helianthus, Rudbeckia, Coreopsis, Centaurea